# Bílá moc
Bílá moc, neboli droga, konkrétně pervitin (perník či peří), je kniha, jejíž autorkou je Karolína Vaverková.

## Děj
Rok 1995. Vypráví o šestnáctileté dívce ze Zlína. Rodiče se doma hádají, soustředí se jen na svou práci a své děti zanedbávají. Hlavní "hrdinka" (uvozovky proto, že pro ni je slovo hrdinka spíše ironické) je studentka fotografické školy, Eva. Díky problémům s rodiči hledá svou útěchu v marihuaně. Stýká se s všemožnými individui a je vlastně jedna z mála která jede v něčem "lehčím". Jednoho dne, při výletu na houseparty do Prahy, ji kamarádi přemluví aby si zkusila šňupnout peří (pervitin) Eva to zkusí, jenže zboží bylo slabé a Eva má cestou domů šílené dojezdy. Stav se ji líbil ale ten dojezd ne, proto si řekne že ji tráva bude stačit, nicméně že perník si dá tak jednou do měsíce. O týden později si šňupne znovu, tentokrát už je zboží kvalitní a Eva se tím dostává do kolotoče drog. Nějakou chvíli si vystačí se šňupáním, jenže po neustálé rýmě a krvácení z nosu se rozhodne pro ekonomičtější způsob-nastřelí se. A pak už to jde samo, je silně závislá na pervitinu, do toho se jí do rukou dostane kniha "My děti ze stanice Zoo" která vypráví o třináctileté dívce Christinne závislé na heroinu, Eva tím získává svou hrdinku – Christinne. Odstěhuje se od rodičů na kolej a o víkendech je spíše u své nejlepší kamarádky Michaely, která je na tom obdobně. Eva však po nějaké době zjistí, že takhle už přece dál nemůže. Když ještě není ve svém obvyklém deliriu napíše dopis své matce a rozhodne se jí ho co nejdříve předat. Píše o tom že je na drogách a že sama přestat nezvládne. Dopis ji později opravdu předá. Její máma ji nezavrhne a chce ji pomoct, jenže neví jak, zkušenosti s drogově závislými nemá. Po nějaké době a pár myšlenkách na sebevraždu se Eva ocitá v Brněnské léčebně. Zpočátku je apatická a s nikým se nebaví (je tam jediná drogově závislá a navíc nejmladší) ale mezi sestřičkami i společnými obyvatelkami pokoje si najde spřízněné duše. Vydrží tam dva měsíce a rozhodne se vrátit do normálního života bez drog. Po příjezdu domů je všechno jako ve snu, rodiče jsou na sebe milí a jezdí na výlety. Jenže to nemá dlouhého trvání, Eva si najde jiný útěk z reality – alkohol. S tím nakonec skoncuje stejně jako s drogami,  další způsob jak se nesoustředit na hádky rodičů, začne hubnout…